# La Cabane magique
 (mars 2025).
Si vous disposez d'ouvrages ou d'articles de référence ou si vous connaissez des sites web de qualité traitant du thème abordé ici, merci de compléter l'article en donnant les références utiles à sa vérifiabilité et en les liant à la section « Notes et références ».
La Cabane magique (titre original : Magic Tree House) est une série de romans créés par Mary Pope Osborne et illustrés par Philipe Masson. Marie-Hélène Delval en est la traductrice en français.
Les romans évoquent les aventures de Tom, 9 ans, studieux et sérieux, frère de Léa, 7 ans, une fillette espiègle et curieuse de tout. Un jour, au hasard du bois de Belleville, ils découvrent, en haut d'un chêne, une cabane mystérieuse remplie de livres. Très vite, les deux enfants prennent conscience de l'enchantement qui règne dans cette cabane magique qui a le pouvoir de les entraîner au cœur de l'histoire : « Il leur suffit d'ouvrir un livre, de poser le doigt sur une image en souhaitant se trouver à l'endroit représenté, et ils y sont aussitôt transportés. » Sous l'œil bienveillant de la Fée Morgane, ils recherchent, au fil des livres, des indices et résolvent des énigmes pour revivre le passé et accomplir les missions qui leur sont confiées.

## Personnages
- Tom : un des deux personnages principaux, il a 9 ans et il habite près du bois de Belleville. Il est studieux et sérieux et il aime beaucoup les livres, qui l'aident à se sortir de situations périlleuses, il a de très bonne notes. Tom s'appelle "Jack" dans la série originale américaine. À partir du tome 36, il est écrit que Tom a 11 ans.
- Léa : est le deuxième personnage principal, la sœur de Tom, elle a 7 ans et elle habite dans la même maison que son frère. Elle est très espiègle et curieuse et elle ne manque jamais une occasion d'entraîner son frère dans des aventures mouvementées, sans se soucier du danger. Léa s'appelle "Annie" dans la série originale. À partir du tome 36, il est écrit que Léa a 9 ans.
- Morgane : la fée des mythes arthuriens, c'est une enchanteresse et bibliothécaire. La cabane magique lui appartient et elle lui permet de chercher les livres dont elle a besoin pour la bibliothèque de Camelot. Dans la première série (tome 1 à 4), elle protège Tom et Léa lors de leurs voyages sous la forme d'un ptéranodon, d'un chevalier, d'un chat et d'un perroquet. Dans la deuxième série (tome 5 à 7), elle a été transformée en souris par Merlin et les deux enfants doivent l'aider à retrouver son corps. Par la suite, elle leur donnera de nombreuses missions comme chercher des livres ou sauver Teddy.
- Merlin : le magicien des mythes arthuriens. Dans la quatrième série (tome 12 à 15), il défie Tom et Léa pour voir s'ils sont à la hauteur de récupérer leurs cartes de bibliothécaire qu'il leur a volé. Il leur donnera par la suite des missions à partir du tome 24 Au royaume du roi Arthur, seul ou avec Morgane. Tom et Léa doivent le sauver en trouvant les secrets du bonheur lorsqu'il tombe malade dans la neuvième série (tome 32 à 35).
- Teddy : environ 12 ans, est un jeune garçon transformé en chien dans la cinquième série (tome 16 à 19) car il avait voulu essayer une formule du livre de magie de Morgane. Il aidera nos héros par la suite.
- Kathleen : environ 14 ans, est une Selkie qui apparaît pour la première fois dans le tome 26 À la recherche de l'Épée de Lumière. Elle aidera aussi nos héros par la suite, avec l'aide de Teddy.
- Pirlouit : le manchot orphelin recueilli par Tom et Léa dans le tome 35 L'empereur des manchots pour trouver un des secrets du bonheur et sauver Merlin, ce dernier le gardera par la suite en créant des liens forts avec lui. Dans la onzième série (tome 40 à 43), il est transformé par erreur en statue de pierre par Teddy qui s'amusait à transformer des objets en pierre, Kathleen et Teddy demandent l'aide de Tom et Léa pour le faire revenir à son état normal, en trouvant 4 objets, avant que Morgane et Merlin ne s'en rendent comptent.

## Romans

### Première série: Tomes 1 à 4
Tom et Léa découvrent, perchées en haut d'un arbre, une cabane. Celle-ci est remplie de livres leur permettant de voyager à travers le temps et l'espace.

#### 1.La vallée des dinosaures(2002)
Tom et Léa remontent à la période du Crétacé il y a 65 millions d’années, et explorent pas à pas un monde peuplé de créatures bizarres et gigantesques, jusqu’à ce qu’ils se retrouvent face à un tyrannosaure, un animal particulièrement féroce, et soient sauvés par un ptéranodon. Tom trouve aussi une médaille d’or portant la lettre « M »

#### 2.Le mystérieux chevalier(2002)
Tom et Léa découvrent les mystères de l’Angleterre du Moyen Âge. Ils visitent un château fort, assistent à un somptueux banquet, mais des gardes les surprennent. Les deux enfants sont pris pour des espions. Ils feront aussi la rencontre d’un brave chevalier.

#### 3.Le secret de la pyramide(2002)
Tom et sa sœur, Léa, découvrent l’Égypte antique. Guidés par un mystérieux chat noir, ils entrent dans une pyramide et se retrouvent nez à nez avec le fantôme d’une reine morte. Les enfants aident la reine Hutépi à retrouver son livre de la Mort.

#### 4.Le trésor des pirates(2002)
Tom et Léa se retrouvent au temps des pirates dans la mer des Caraïbes. À peine ont-ils mis le pied à terre qu’ils rencontrent des pirates et sont faits prisonniers par l’affreux capitaine Bones. Celui-ci ne libèrera les enfants que s’ils l’aident à retrouver un trésor. Les enfants font aussi la rencontre de la fée Morgane, qui s’avère être le mystérieux « M ».

### Deuxième série: Tomes 5 à 7
La fée Morgane est transformée en souris. Tom et Léa doivent trouver des objets magiques permettant de renverser le charme.

#### 5.Sur le fleuve Amazone(2003) (Afternoon on the Amazon, Random House Children’s Books, USA, 1995)
Tom et Léa se retrouvent au cœur de la forêt amazonienne et recherchent l’objet magique pour Morgane qui se révèle être une mangue. Poursuivis à travers la forêt tropicale par des fourmis géantes, ils se jettent dans une pirogue abandonnée sur le fleuve Amazone, mais sont guettés par un féroce crocodile.

#### 6.Le sorcier de la Préhistoire(2003)
Tom et Léa sont projetés à l’époque glaciaire. Ils se réfugient dans une caverne et y trouvent de magnifiques peaux de bête. Chaudement vêtus, ils partent en explorations mais tombent dans un piège. Le long de leur voyage, ils rencontrent des Hommes de Cro-Magnon, des mammouths laineux et un chat denté de sabre en cherchant un objet pour aider la fée Morgane : une flûte osseuse de mammouth.

#### 7.Le voyage sur la Lune(2003)
La cabane magique atterrit sur une base spatiale sur la Lune, trente-cinq ans dans le futur, en 2031. Alors qu’ils cherchent un objet nécessaire pour aider la fée Morgane, Tom et Léa trouvent un véhicule abandonné.

### Troisième série: Tomes 8 à 11
Les enfants doivent sauver des livres voués à disparaître pour la bibliothèque de la fée Morgane.

#### 8.Panique à Pompéi(2003)
Tom et Léa se retrouvent dans les rues de Pompéi, habillés comme des enfants romains, à la veille de l’éruption du Vésuve, à la recherche d’une bibliothèque.

#### 9.Le terrible empereur de Chine(2003)
Tom et Léa sont projetés à l’époque du premier empereur de Chine, le Roi Dragon, il y a 2 000 ans. Ils doivent s’introduire dans la bibliothèque du palais sans que l’empereur ne les voie.

#### 10.L'attaque des Vikings(2003)
Tom et Léa atterrissent en Irlande, au Moyen Âge, et découvrent, au sommet d’une falaise, un monastère où vivent des moines. Si tout paraît calme, des bateaux à tête de dragon s’approchent de la côte. Les enfants font la rencontre de vikings.

#### 11.Course de chars à Olympie(2003)
Tom et Léa sont à Olympie, en Grèce antique. Grâce au philosophe Platon, ils retrouvent facilement la légende qu’ils doivent sauver. Les enfants ont l’occasion d’assister aux jeux Olympiques, mais Léa ne peut pas les voir car c'est interdit pour les filles. Léa se déguise alors en chevalier, mais des soldats remarquent qu'elle est une fille.
Tom et Léa courent le plus vite possible. Heureusement ils rencontrent une énorme créature : un cheval volant ! Tom et Léa montent la créature fantastique et arrivent à la cabane magique sains et saufs.

### Quatrième série: Tomes 12 à 15
Tom et Léa doivent résoudre quatre énigmes pour récupérer leur carte de « Maître Bibliothécaires », confisquée par l'enchanteur Merlin.

#### 12.Sauvés par les dauphins(2004)
Envoyés dans l’océan Pacifique au milieu de grands dauphins, Tom et Léa découvrent grâce à un petit sous-marin, des poissons multicolores, des hippocampes ou encore des étoiles de mer. Ils vont croiser un requin sur leur route.

#### 13.Les chevaux de la ville fantôme(2004)
À peine arrivés au Far West, Tom et Léa se cachent dans des tonneaux et échappent de peu à des brigands. Le danger passé, ils font la connaissance d’un cow-boy, Le Maigre, qui s’est fait voler ses chevaux. Les deux enfants vont l’aider.

#### 14.Dans la gueule des lions(2004)
Tom et Léa sont au cœur de la savane africaine. Ils croisent des gnous, des zèbres, des gazelles ou encore des éléphants. Tom n’a qu’une peur : se retrouver face aux redoutables félins, les lions.

#### 15.Danger sur la banquise(2004)
Tom et Léa se retrouvent au pôle Nord où il fait très froid. Vêtus de manteaux en peau de phoque prêtés par un chasseur inuit, ils partent explorer la banquise.

### Cinquième série: Tomes 16 à 19
Tom et Léa doivent recevoir quatre cadeaux pour délivrer le petit chien Teddy d’un mauvais sort.

#### 16.Les dernières heures du Titanic(2004)
Tom et Léa voyagent en 1912, à bord du RMS Titanic pendant son voyage fatidique, au moment où le paquebot heurte un iceberg. Les deux enfants vont donner l’alerte. Mais les passagers, persuadés que le célèbre navire ne peut pas couler, ne veulent rien entendre.

#### 17.Sur la piste des Indiens(2004)
Tom et Léa sont en envoyés dans le vieil Ouest américain. Les enfants découvrent, émerveillés, les Grandes Plaines d'Amérique. Ils sympathisent avec Chouette Noire, un jeune guerrier lakota, qui les invite à traquer les bisons. Mais la chasse tourne mal quand leur nouvel ami décide d'affronter, seul, un mâle redoutable.

#### 18.Pièges dans la jungle(2005)
Toujours suivis par Teddy, Tom et Léa font la connaissance de deux singes, Kah et Ko qui les entraînent au plus profond de la jungle indienne. Il découvrent un tigre blessé, la patte prise dans un piège.

#### 19.Au secours des kangourous(2005)
Envoyés en Australie, Tom et Léa sont émerveillés et observent les émeus, les koalas ou encore les kangourous. Les enfants sont attaqués par des chiens sauvages. Paniquée, une maman kangourou abandonne son bébé au pied des deux enfants et s'enfuit. Tom et Léa parviennent à délivrer le chien Teddy d'un mauvais sort. Celui-ci s'avère être un garçon.

### Sixième série: Tomes 20 à 23
La fée Morgane envoie les deux héros découvrir une magie différente de celle des magiciens et des sorciers.

#### 20.Sur scène!(2005)
Tom et Léa se retrouvent à Londres, sous le règne de la reine Elisabeth. Devant le théâtre du globe, les enfants rencontrent William Shakespeare. Ce dernier, épaté par la voix de Tom, demande aux enfants de jouer le rôle des fées dans sa nouvelle pièce.

#### 21.Gare aux gorilles!(2005)
Tom et Léa sont dans la forêt tropicale et humide du Congo en Afrique. Mais Tom perd Léa au cœur de la forêt. Il la retrouve au petit matin, dormant tranquillement sur l'herbe au milieu des gorilles.

#### 22.Drôles de rencontres en Amérique(2005)
Tom et Léa sont envoyés en Amérique du XVIIe siècle, dans le village de Plymouth en 1621. À peine arrivé, Tom tombe dans un piège et se retrouve pendu par un pied. Les habitants du village et l'indien Squanto viennent le délivrer. Les enfants partagent le premier Thanksgiving avec les pèlerins et les indiens Wampanoag.

#### 23.Grosses vagues à Hawaï(2005)
Tom et Léa voyagent à Hawaï. Les enfants apprennent à danser la hula et rencontrent deux jeunes Hawaïens, qui les invitent à surfer sur les vagues. Mais un tsunami arrive sur l'île.

### Septième série: Tomes 24 à 27

#### 24.Au royaume du roi Arthur(2006)
Tom et Léa sont envoyés au château du roi Arthur, victime d'un mauvais sort. Le royaume est privé de toute joie, et trois chevaliers ont disparu. Les enfants partent dans l'Autre Monde pour les délivrer. Mais ils doivent affronter d'horribles dragons dans la grotte du Chaudron. Les enfants prouvent à Merlin que leur imagination peut faire leur force. Ils rompent le charme sur Camelot et font la connaissance des chevaliers de la Table Ronde, notamment Lancelot.

#### 25.Les mystères du château hanté(2006)
L'enchanteur Merlin confie à Tom et Léa la mission de ramener l'ordre dans un mystérieux château, en dehors du royaume de Camelot. Depuis que le Diamant de la Destinée y a été dérobé, des fantômes hantent la forteresse. Pour déjouer la malédiction, les enfants, accompagnés de Teddy, doivent affronter le Roi Corbeau, une terrible créature, mi-homme, mi-oiseau.

#### 26.À la recherche de l'Épée de Lumière(2007)
Tom et Léa doivent récupérer l'Épée de Lumière, qui s'avère être Excalibur, pour Merlin et le bien du royaume de Camelot. Une comptine laissée par Merlin les met sur la piste. Ils doivent traverser la grotte de la Reine Araignée, entrer dans la crique des Tempêtes et affronter le Vieux Fantôme Gris. Les enfants font la rencontre de Kathleen qui les accompagne avec Teddy.

#### 27.L'étrange palais de glace(2007)
Tom et Léa sont propulsés au Pays-Au-Delà-Des-Nuages après que Merlin et Morgane aient mystérieusement disparu. Ils y retrouvent Teddy et Kathleen et rencontrent le terrible Sorcier de l'Hiver qui habite un magnifique palais de glace. Ils partent à la recherche de son œil à bord d’un merveilleux traineau et sont attaqués par des loups blancs. Ils sont aidés dans leur mission par les Sœurs de la Destinée.

### Huitième série: Tomes 28 à 31
Durant ces quatre aventures, Tom et Léa peuvent utiliser dix formules magiques.

#### 28.Carnaval à Venise(2007)
L'enchanteur Merlin envoie Tom et Léa à Venise, en plein carnaval, pour sauver la ville d'une terrible inondation. Ils le font grâce à l'aide du lion ailé, l'emblème de Venise, qu'ils ont fait revivre en prononçant une formule magique, ils affrontent alors le dieu de la mer.

#### 29.Tempête de sable(2008)
Merlin envoie Tom et Léa au Caire en Égypte, pour aider le calife de Bagdad à répandre la sagesse à travers le monde. Ils utilisent la formule de réparation des objets détruits pour restaurer leur livre de formules, et devront affronter une tempête de sable, alors qu'ils sont perdus en plein désert. Les enfants font la rencontre de Mamun, caravanier. Pris par le temps, ils devront également utiliser une formule pour animer un tapis volant pour rentrer à la cabane.

#### 30.Rencontres en haut de la tour Eiffel(2008)
L'histoire se déroule pendant l'Exposition universelle de Paris en 1889. Un méchant sorcier veut voler les secrets de quatre magiciens. La mission des enfants est de les rencontrer pour les prévenir du danger. Ce sont le Magicien du Son dont on peut entendre la voix à plus de cent kilomètres, le Magicien de la Lumière dont les feux luisent mais ne brûlent pas, le Magicien de l'Invisible qui combat les ennemis que nos yeux ne voient pas, et le Magicien du Fer qui courbe les métaux pour qu'ils résistent au vent. Il s'avère ne pas y avoir de méchant sorcier, Merlin voulant simplement que Tom et Léa rencontrent Alexander Graham Bell, Thomas Edison, Louis Pasteur et Gustave Eiffel.

#### 31.Au secours de la licorne(2008)
Tom et Léa partent pour le New York de 1938. Merlin leur a laissé un étrange poème : pendant la nuit de la lune bleue, ils doivent délivrer une licorne ensorcelée depuis quatre siècles par un charme. Dans le blizzard, les enfants traversent Central Park à la recherche d'indices. Cependant, ils doivent affronter deux sorciers malins, Balor et Grinda, qui ont le même projet.

### Neuvième série: Tomes 32 à 35
Pour guérir Merlin qui est malade et déprimé, la fée Morgane demande à Tom et Léa de trouver les quatre secrets du bonheur. Pour les aider, ils auront la possibilité d'utiliser la baguette de Dianthus mais à deux conditions:
-la baguette ne sert qu'à faire le bien
-pour aider les autres avant soi

#### 32.Le dragon du mont Fuji(2009)
Tom et Léa sont propulsés dans la ville d'Edo, capitale du Japon féodal au XVIIe siècle. À peine arrivés dans le jardin impérial, les enfants sont arrêtés par d'inquiétants guerriers : des samouraïs. Les enfants font la rencontre de Matsuo Basho, un grand poète d'haïku qui leur offre sa protection.

#### 33.Le secret de Léonard de Vinci(2009)
La fée Morgane envoie Tom et Léa chercher le deuxième secret du bonheur en Italie. Dans les rues de Florence, les enfants rencontrent Léonard de Vinci. Le peintre les entraîne au Palazzo Vechio où il est en train de réaliser une immense fresque. Puis il les invite dans son bel atelier. Les enfants doivent comprendre pourquoi le grand artiste semble triste.

#### 34.Un monstre sous les mers(2009)
Léa et Tom sont envoyés sur une île déserte dans les années 1870 à la recherche d'un autre secret du bonheur. Grâce à Henry, spécialiste des fonds marins, les deux enfants embarquent auprès de scientifiques à bord du voilier HMS Challenger, en plein océan Atlantique. Mais une violente tempête éclate et les enfants doivent aider les marins à combattre une effrayante créature.

#### 35.L'empereur des manchots(2010)
Tom et Léa sont envoyés par la fée Morgane en Antarctique, à la recherche du dernier secret du bonheur. Sur la base américaine de Mc Murdo, les enfants se font passer pour des journalistes et partent en expédition. Mais ils se font vite démasquer et s'enfuient. Ils font alors la rencontre de l'empereur des manchots, qui semble être la clé du dernier secret du bonheur. Après leur mission, ils vont à Camelot auprès de Merlin pour lui rapporter les quatre secrets du bonheur qu'ils ont découverts.

### Dixième série: Tomes 36 à 39
Tom et Léa sont envoyés dans de nouvelles mission par Merlin afin de faire le bonheur de millions de gens et convaincre de grands artistes de faire aimer leur art au monde entier.

#### 36.La flûte enchantéeouFête enchantée au palais(2010)
Les deux enfants voyagent à Vienne en 1762 où ils doivent trouver et aider un musicien du nom de Mozart, pour le convaincre de faire aimer sa musique au monde entier. Une fois arrivés au Palais d'Été où l'impératrice d'Autriche donne une fête, ils font la rencontre de Nannerl, une jeune fille, ainsi que de son intrépide petit-frère Wolfy. Celui-ci laisse les animaux s'échapper hors du palais. Tom et Léa vont devoir utiliser leur magie pour sauver le petit-garçon.

#### 37.Le jeune chanteur de jazzouFantômes à la Nouvelle-Orléans(2010)
Tom et Léa sont transportés à la Nouvelle-Orléans en 1915. Ils font la rencontre d'un jeune Noir surnommé Dipper. À quatorze ans, le garçon chante sans cesse et possède une belle voix. Il adore la musique mais n'a pas le temps de s'y consacrer car il doit travailler dur pour faire vivre sa famille. Le jeune garçon s'avère être Louis Armstrong. Les enfants découvrent ainsi le monde du jazz mais se retrouvent également en face à face avec de vrais fantômes.

#### 38.Au pays des FarfadetsouEnlèvement au pays des farfadets(2011)
Tom et Léa sont envoyés en Irlande en 1862. Ils font la rencontre d'Augusta, une jeune fille avec beaucoup d'imagination, qui sera par la suite la conteuse Lady Gregory, et qui croit notamment aux leprechauns, créatures du folklore irlandais, et aux fées. Mais elle ne peut cependant le prouver. Les enfants montent un spectacle pour lui faire prendre conscience de ses talents de conteuse. Mais la jeune fille, se fait enlever par les Sidhes, des êtres féeriques. Tom et Léa vont devoir retrouver la jeune fille.

#### 39.Les petits ramoneurs de LondresouLe voleur de Londres(2011)
Pour cette dernière mission à la recherche de grands talents, Tom et Léa sont envoyés à Londres, au XIXe siècle durant l'Angleterre victorienne, déguisés en ramoneurs. Ils font la rencontre de Charles Dickens. À leur grande surprise, l'écrivain est déjà célèbre et très riche. Les enfants se retrouvent en prison mais sont sauvés par l'écrivain. Mais en racontant à Tom et Léa son enfance pauvre, Charles Dickens ouvre soudain les yeux sur le monde injuste qui l'entoure. Se sentant inutile, il décide d'arrêter d'écrire. Les enfants auront besoin de l'aide de trois fantômes pour convaincre l'écrivain de son talent.

### Onzième série: Tomes 40 à 43
L'enchanteur Teddy a accidentellement changé Pirlouit, le bébé manchot de Merlin, en statue de pierre. Pour annuler le sort avant que Merlin n'apprenne la nouvelle, Tom et Léa doivent réunir quatre objets.

#### 40.Un cadeau extraordinaireouFace au cobra(2012)
Tom et Léa sont envoyés en Inde, au XVIIe siècle, où ils doivent trouver une émeraude en forme de rose afin de rompre le sort de Pirlouit. Les enfants échappent à des cobras royaux, et font la rencontre du Grand Moghol, celui à qui l'on n'adresse jamais la parole sous peine de mort, dans son palais : le Fort Rouge.

#### 41.Le chien des neiges(2012)
Tom et Léa se rendent dans les Alpes suisses au temps de Napoléon Bonaparte, au col de Grand-Saint-Bernard. Après avoir été sauvés par un chien de sauvetage, les enfants se mettent à la recherche d'une fleur jaune et blanche pour sauver Pirlouit. Pour cela, ils disposent notamment d'une petite fiole qui leur permet de changer d'apparence pendant une heure.

#### 42.Rendez-vous avec le président Lincoln(2013)
Tom et Léa se retrouvent en mission à la Maison-Blanche à Washington, au XIXe siècle durant la guerre civile. Ils doivent rencontrer le président des États-Unis Abraham Lincoln qui est censé leur remettre une plume, mais il est très difficile de l'approcher.

#### 43.Un refuge pour les Pandas(2013)
Tom et Léa doivent trouver le dernier objet pour sauver Pirlouit. Pour cela, ils se rendent à Wolong en Chine en 2008. Ils arrivent dans une réserve naturelle qui abrite des pandas géant. Léa souhaite pourvoir aider les soigneurs à s'en occuper. Mais au moment où les enfants partent pour mener leur mission, ils doivent faire face à un tremblement de terre.

### Douzième série: Tomes 44 à 47
Merlin lance un nouveau défi à Tom et Léa : découvrir le secret de la grandeur de quatre héros de l'Histoire.

#### 44.Alexandre et l'indomptable cheval(2014)
Tom et Léa se rendent en Macédoine, au Nord de la Grèce, à la rencontre d'Alexandre le Grand. Les enfants y font la connaissance du philosophe grec Aristote qui les conduit jusqu'à Alexandre. Surpris, Tom et Léa découvrent alors qu'il n'a que 12 ans et qu'il est prétentieux et autoritaire. Les enfants vont aider le jeune prince à monter l'indomptable étalon Bucéphale.

#### 45.Houdini le magicienouSpectacle de magie avec Houdini(2014)
Les enfants sont transportés dans un parc d'attractions de New York afin d'y rencontrer le célèbre magicien Harry Houdini. Tom et Léa se rendent à son spectacle qui a lieu le soir même. Lorsque Tom et Léa arrivent au théâtre pour acheter des billets, le spectacle est déjà complet. Ils se font alors passer pour des magiciens et montent sur scène pour la première partie du spectacle qui vient d'être annulée.

#### 46.Mission sur le NilouMission en Égypte(2015)
Pour cette nouvelle mission, Tom et Léa doivent découvrir le secret de l'infirmière anglaise Florence Nightingale. Ils se retrouvent à Thèbes, en Égypte au XIXe siècle. Sur place, ils apprennent non seulement que Florence n'est pas célèbre, mais aussi qu'elle n'a jamais travaillé dans un hôpital. Les enfants se voient également confier la garde d'un bébé babouin, Koki.

#### 47.Coupe du monde à Mexico(2015)
Les enfants doivent découvrir le secret du grand footballeur Pelé. Ils se rendent à Mexico, en 1970, lors du mondial de foot. Ils assistent à la finale qui oppose le Brésil à l'Italie. Tom et Léa ont du mal à rejoindre le stade, à cause des transports en commun qui sont bondés. Ils finissent par tomber sur un jeune supporter mexicain, Roberto, qui s'avérera être le futur Pelé, et qui leur propose de les y emmener. Grâce à lui, ils arrivent juste à temps pour assister au grand match.

### Treizième série: Tomes 48 à 51

#### 48.En vacances chez les MayasouChaos chez les Mayas(2016)
Pour les récompenser de toutes les missions qu'ils ont accomplies, Merlin et Morgane leur offre des vacances. Les deux enfants se rendent au Mexique, mais ils se retrouvent accidentellement plus de mille ans en arrière, au temps des Mayas. Au moment où les enfants partent en radeau rejoindre le récif à la rame, ils font face à l'attaque d'un terrible requin. Tom et Léa font ensuite la rencontre de guerriers Mayas. Et pour qu'ils profitent encore plus de leur vacances Merlin et Morgane leur offrent 3 pièces magiques qui permettent de réaliser un souhait.

#### 49.Chiens de traîneau en Alaska(2016)
Tom et Léa se retrouvent en Arctique en 1925, pour une nouvelle mission. Ils doivent sauver les habitants de Nome, car une terrible épidémie frappe cette petite ville de l'Alaska. Les enfants rencontrent un jeune Alaskain, Oki, dont la mère et la sœur sont malades. Il existe bien des médicaments qui pourraient les soigner mais le meneur de chiens de traîneau, le musher, chargé d'apporter les précieux remèdes, est bloqué par une tempête de neige. Les enfants vont partir à sa rencontre.

#### 50.Le dragon de feu(2017)
Tom, Léa et leur petit chien Oki sont invités à se rendre de toute urgence à Camelot. La reine Guenièvre les informe que des ennemis ont pillé le château. Ils ont emporté le dragon d'or, qui ouvrait le portail magique de l'île d'Avalon. Lors de l'attaque, le roi Arthur a été gravement blessé. Les enfants doivent retrouver la statue du dragon d'or pour rouvrir le portail d'Avalon et aller chercher les plantes qui guériront le roi Arthur.

#### 51.Le roi du baseball(2017)
La fée Morgane envoie Tom et Léa aux Etats-Unis, à Brooklyn, en 1947. Les enfants sont ravis, ils vont assister à un match de baseball !
Une fois sur place, ils découvrent qu'ils portent des casquettes magiques. Grâce à elles, ils vont pouvoir être sur le terrain au milieu des joueurs pour ramasser les balles…
Mais pourquoi sont-ils là ? Et qui est Jackie Robinson, ce joueur dont on parle tant ?

### Quatorzième série: Tomes 52 à 56
Tom et Léa doivent remplir quelques missions à droite, à gauche….

#### 52.Ouragan au Texas(2019)
Tom et Léa sont envoyés pour une mission dangereuse à Galveston, vers 1900 !
C'est une ville construite sur une longue île étroite entre le golfe du Mexique et la baie de Galveston, au Texas. Ils doivent sauver des gens lors du terrible ouragan qui va abattre sur la ville…
Une fois sur place, ils constatent avec étonnement que tout est très calme. La ville ressemble même à un petit paradis avec ses écoles, ses belles maisons…
Auraient-ils mal compris ? Pourtant bientôt, des vents violents balaient l'île et sèment la panique dans la ville…

#### 53.Espions dans la légion romaine(2020)
La fée Morgane a confié une nouvelle mission à Tom et Léa : direction l'Antiquité où ils doivent infiltrer un camp de légionnaires romains !
Sur place, les enfants se font passer pour des étudiants venus faire un reportage sur le travail de l'armée.
Mais très vite, leur couverture est compromise et on les accuse d'être des espions…

#### 54.Narval en détresse(2021)
Tom et Léa sont envoyés au Groenland. Là-bas, ils découvrent un narval attaqué par une orque, et sont aidés par un jeune garçon, Leif Erikson. Ce dernier décide de leur faire visiter son campement et leur présente son père, Erik Le Rouge, le premier européen à avoir découvert le Groenland.
Tom et Léa vont apprendre l'importance d'être reconnaissant pour ce qu'ils obtiennent.

#### 55.Infiltrés dans la cité secrète(2022)
La fée Morgane envoie Tom et Léa au Pérou, des siècles en arrière. Là-bas, ils rencontrent Topa, un jeune éleveur, dont le lama préféré, Cria, a été capturé par la garde royale. Mais pour atteindre la Cité secrète où l'animal serait retenu, ils devront traverser des obstacles de taille et laisser place à la magie face à l'Empereur Pachacuti, l'impressionnant fondateur de la Cité.

#### 56.Camping périlleux à la belle étoile(2023)
C’est au cœur de la Californie, dans la vallée de Yosemite, que Tom et Léa atterrissent. Carnet de croquis et crayon en main, ils sont prêts pour leur mission : sauver la nature. Mais de quoi, au juste ? Car tout paraît si paisible, ici… jusqu’à ce qu’ils réveillent une bête endormie !

#### 57.Randonnée risquée au Népal(2024)
Par un jour de pluie, Tom et Léa sont envoyés au Népal : Morgane a laissé un mystérieux message leur demandant d'y découvrir le secret du fantôme gris. Pour réussir leur mission, ils doivent se rendre dans les montagnes. Mais, au milieu des sommets enneigés, Tom et Léa pourraient bien se perdre et, si Morgane dit vrai, le fantôme gris rôde dans les parages...

#### 58.Course poursuite chez les rhinocéros(2025)
Sortie le 4 juin 2025 en France.

## Non-fiction
Les Carnets de la cabane magique (titre original : Magic Tree House Fact Trackers-Research Guides) est une série de guides associés à la série. Ils sont écrits par Will Osborne et Mary Pope Osborne.
1. Les dinosaures (2008)
2. Chevaliers et châteaux forts (2008)
3. Momies et pyramides (2009)
4. Les pirates (2009)
5. Les forêts tropicales (2009)
6. Vivre à l'âge de glace (2010)
7. À la conquête de l'univers ! (2010)
8. Au cœur de l'Empire romain (2010)
9. À la découverte de la Grèce antique (2011)
10. Au fond des océans (2011)
11. Le Titanic (2012)
12. À la rencontre des colons d'Amérique (2012)
13. Volcans, séismes et tsunamis (2013)
14. La vie au pôle Nord (2013)
15. Léonard de Vinci, un génie (2014)
16. Les monstres marins (2014)
17. Lutins, fées et farfadets (2015)
18. Les fantômes (2015)
19. Serpents et autres reptiles ou Les serpents (2016)
20. Les enfants à l'époque de Charles Dickens (2016)
21. Nos héros les chiens (2017)
22. Les pandas et autres espèces (2018)
23. Les chevaux (2018)

## Caractéristiques
La collection La Cabane magique, composée à ce jour de 57 volumes, est divisée en 15 séries de trois ou quatre livres. Chacun d'eux comporte une dizaine de chapitres de 3 / 4 pages avec des illustrations en noir et blanc. Les premiers romans sont plus courts (environ 75 pages), et accessibles aux plus jeunes lecteurs. À partir du n°24, les romans gagnent en épaisseur (environ 160 pages). Une BD a été créée en 2022, à partir du tome 1 La vallée des dinosaures.